# 超現實主義宣言
《超现实主义宣言》（法語：Manifeste du Surréalisme）是超现实主义团体的前领导人伊万·戈尔和安德烈·布勒東于1924年10月分別发表的同樣標題宣言。布勒東後來在1929年撰寫對第一宣言補充回響的〈超現實主義第二宣言〉，並於隔年出版，到了1942年再發表第三份宣言。

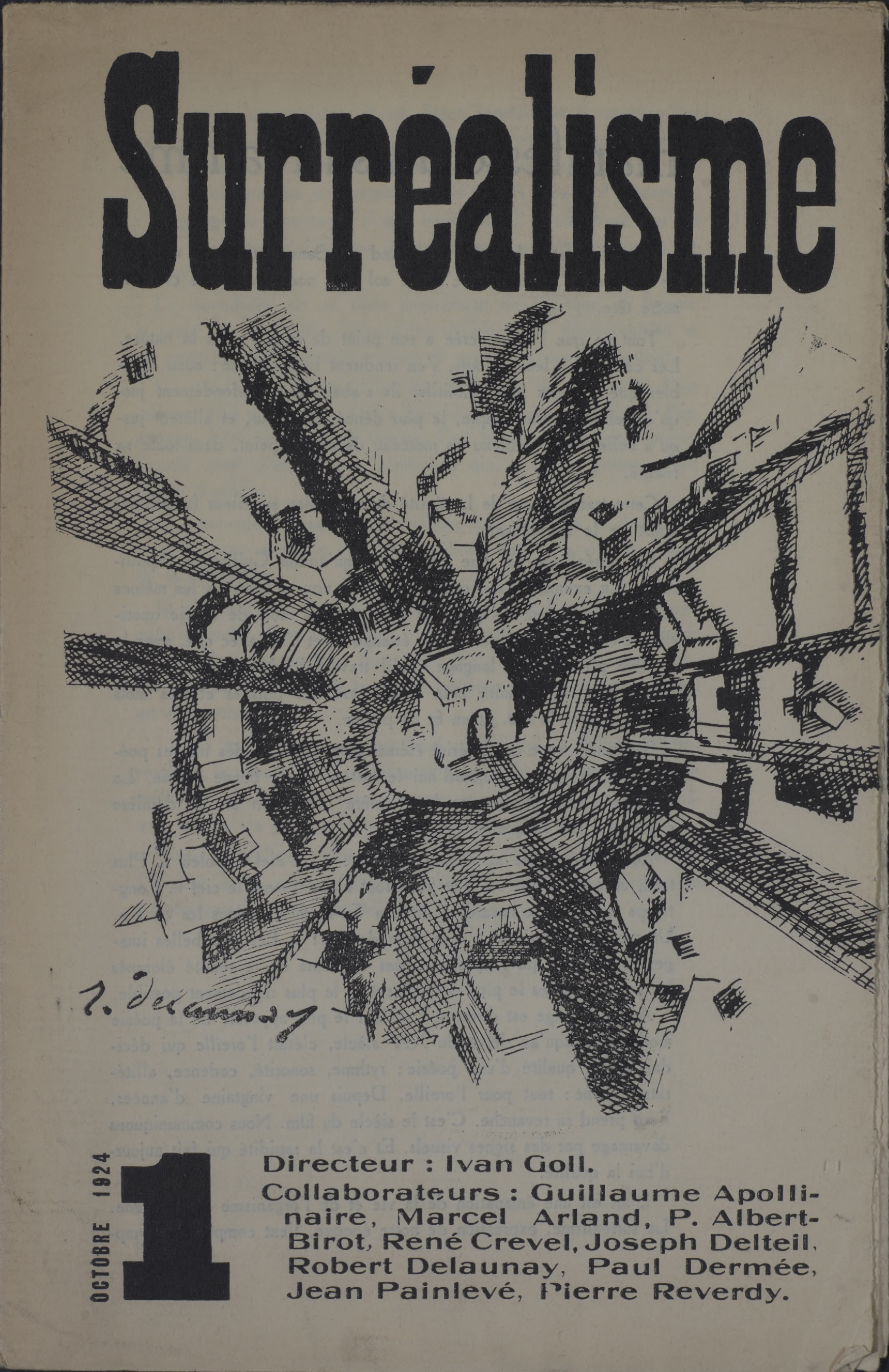
伊万·戈尔（Yvan Goll），《超現實主義》，《超現實主義宣言》，第1卷，第1號，1924年10月1日，羅伯特·德勞內（Robert Delaunay）封面

## 外部來源
- 耿一偉. . 關鍵評論. 2020-11-27  [2024-02-28]. （原始内容存档于2024-02-28） （中文（臺灣））.